# لي غولدبرغ
لي غولدبرغ (بالإنجليزية: Lee Goldberg)‏ (20 فبراير 1962 في الولايات المتحدة)؛ كاتب سيناريو وروائي أمريكي.

## روابط خارجية
- لي غولدبرغ على موقع IMDb (الإنجليزية)
- لي غولدبرغ على موقع قاعدة بيانات الفيلم (الإنجليزية)